# Linnahall
Linnahall (ros. Горхолл) – hala widowiskowo-sportowa w Tallinnie. Znajduje się tuż przy granicy Starego Miasta, w poddzielnicy Kalamaja. Została wybudowana z okazji Letnich Igrzysk Olimpijskich w 1980, które odbywały się w Moskwie, ale Tallinn był miejscem zawodów żeglarskich. Pierwotnie nosiła nazwę Pałacu Kultury i Sportu im. Lenina. Architektami byli Raine Karp i Riina Altmäe.
Budynek Linnahall znajduje się tuż przy brzegu Zatoki Tallińskiej. Jest betonową bryłą, stosunkowo płaską jak na tego typu konstrukcje. Jest to wynikiem idei projektantów, by budynkiem nie dominować panoramy Starego Miasta. W okolicy znajduje się m.in. dawna twierdza przybrzeżna Patarei.
Obecnie hala jest rzadko używana, ze względu na zły stan techniczny, choć w 2010 pojawiły się plany renowacji.
Przed Linnahall znajduje się przystań, z której odpływają katamarany do Helsinek przewoźnika Linda Line. W pobliżu znajduje się również heliport, z którego odbywały się loty do Helsinek oferowane przez firmę Copterline.

## Źródła
- Architectuul: Linnahall. architectuul.com. [zarchiwizowane z tego adresu (2016-12-23)].